# Осламов
Осламов (укр. Осламів) — село в Виньковецком районе Хмельницкой области Украины.
Население по переписи 2001 года составляло 1353 человека.
Почтовый индекс — 32532. Телефонный код — 3846. Занимает площадь 3,919 км². Код КОАТУУ — 6820685501.

## Местный совет
32532, Хмельницкая обл., Виньковецкий р-н, с. Осламов

## Известные люди
- В селе родился Бялык, Николай Иванович — Герой Украины.